# Grażyna Wolszczak

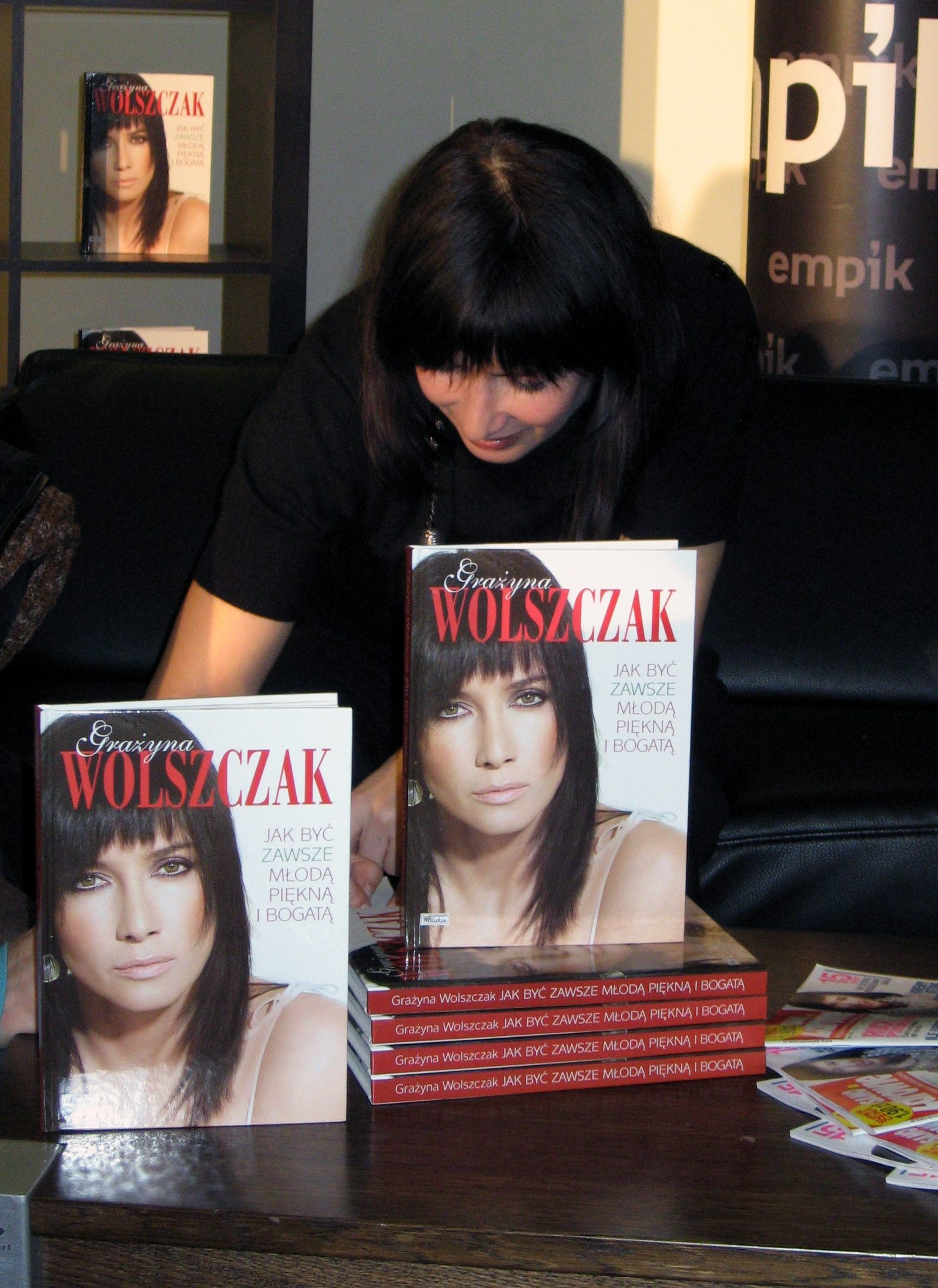
G. Wolszczak z książką Jak być zawsze młodą, piękną i bogatą (2008)

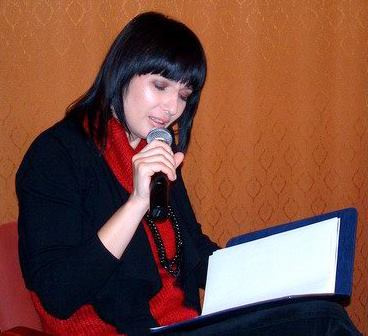
G. Wolszczak (2006)

Grażyna Bogumiła Wolszczak-Sikora (ur. 7 grudnia 1958 w Gdańsku) – polska aktorka teatralna, filmowa i telewizyjna.

## Życiorys

### Rodzina i edukacja
Jest jedynym dzieckiem Henryka Wolszczaka i Krystyny z domu Łażewskiej. Jej matka była higienistką w Szkole Podstawowej nr 45, do której uczęszczała, a ojciec pracował jako inżynier budowlany i w administracji oraz był prezesem spółdzielni mieszkaniowej w Rumi Janowie.
W 1977 ukończyła III Liceum Ogólnokształcące im. Bohaterów Westerplatte w Gdańsku. Po niezdaniu egzaminów na studia psychologiczne zgłosiła się do studium aktorskiego Wrocławskiego Teatru Pantomimy Henryka Tomaszewskiego. Po pół roku przeprowadziła się do Wałbrzycha, gdzie przez kolejne sześć miesięcy odbywała praktyki w tamtejszym teatrze. W 1978 podjęła studia na Wydziale Aktorskim Państwowej Wyższej Szkoły Teatralnej im. A. Zelwerowicza w Warszawie. Egzamin końcowy zdała 9 czerwca 1983 z wynikiem „dobry”, a jej dyplom magistra sztuki w zawodzie „aktor dramatu” podpisał rektor prof. Andrzej Łapicki.

### Kariera zawodowa
W 1983 została aktorką Teatru Nowego w Poznaniu, gdzie grała w spektaklach Janusza Wiśniewskiego, jak Trzy siostry Czechowa (1985), Olśnienie i Panopticum à la Madame Tussaud, ponadto wystąpiła z tym teatrem w Anglii i Szkocji. Występowała w warszawskich teatrach: Polskim (1987–1988), Studio, Północne Centrum Sztuki, Rozmaitości (do 2000), Dramatycznym (2001–2003) i Scena Prezentacje.
Odrzuciła propozycję głównej roli w filmie Zbigniewa Kuźmińskiego Nad Niemnem (1987). W latach 80. zagrała w filmach: Maskarada (1986), Żelazną ręką Ryszarda Bera i Dotknięci (1988) oraz wykreowała drugoplanowe role w serialach telewizyjnych: 07 zgłoś się (1986) i Matki, żony i kochanki (1998). W kolejnej dekadzie wystąpiła w filmach: Cyganka Dondula, Rozmowy kontrolowane (1991), jako dziennikarka Maria w  Grach ulicznych (1996) Krzysztofa Krauzego i Hellena w Balladzie o czyścicielach szyb (1997).
Rozpoznawalność przyniosła jej rola Anny Szafrańskiej, psycholog dziecięcej w serialu Klan (1997–1999) oraz czarodziejki Yennefer w Wiedźminie (2001). Za rolę Judyty, głównej bohaterki filmu Ja wam pokażę! (2006) otrzymała nagrodę dla najlepszej aktorki na festiwalu China Golden Rooster and Hundred Flowers Film Festival 2007 w Suzhou. Zagrała także główną rolę prezydentowej Junony Więcek w Zamianie (2009). Od 2003 gra postać Barbary Brzozowskiej w serialu TVN Na Wspólnej. W 2006 wystąpiła na gali rozdania nagród „Viva! Najpiękniejsi”, na której zaśpiewała w duecie ze Zbigniewem Wodeckim utwór „Baw mnie”, wydany później na płycie „Vivy!”. Była ambasadorką reklamową m.in. marki kosmetycznej Olay oraz producenta bielizny Chantelle. Pod koniec 2007 nakładem Wydawnictwa Bliskie wydała książkę autobiograficzną pt. Jak być zawsze młodą, piękną i bogatą, którą napisała z Iwoną L. Konieczną. Od 2008 występuje jako Grażyna Weksler w polsatowskiej Pierwszej miłości.
Uczestniczyła w programach rozrywkowych: Gwiezdny cyrk (2008), Ranking gwiazd (2008), Taniec z gwiazdami (2009) i Ameryka Express (2020).
W 2014 z Joanną Glińską powołała Fundację Garnizon Sztuki realizującą projekty z obszaru kultury i sztuki, m.in. produkującą spektakle teatralne wystawiane w stołecznym Teatrze IMKA.

## Życie prywatne
W wielkanocną sobotę, 29 marca 1986, poślubiła aktora Marka Sikorę (zm. 1996), z którym ma syna Filipa (ur. 1989). W 2002 odnowiła, nawiązaną w latach 70., znajomość ze scenarzystą Cezarym Harasimowiczem, z którym pozostaje w nieformalnym związku.
Przeszła chirurgiczną operację plastyczną nosa.

## Nagrody i wyróżnienia
- 2005 – nominacja do tytułu Najpiękniejszej Polki w roku 2004
- 2007 – Nagroda za najlepszą pierwszoplanową rolę kobiecą w filmie Ja wam pokażę! (Sozhou – China Golden Rooster & Hundred Flowers Film Festival)

## Teatr
- 1982 – Opera za trzy grosze jako Betty; Żebrak V (reż. Janusz Nyczak)
- 1983 – Koniec Europy jako matka (reż. Janusz Wiśniewski)
- 1983 – Mąż i żona jako Justysia
- 1984 – Jezioro Bodeńskie jako Susanne (reż. Izabella Cywińska)
- 1985 – Matka (reż. Marcel Kochańczyk)
- 1985 – Trzy siostry jako Irina (reż. J. Nyczak)
- 1987 – Modlitwa chorego przed nocą jako Nasza Matka (reż. J. Wiśniewski)
- 1992 – Życie jest cudem jako Sto krzyków (reż. J. Wiśniewski)
- 1994 – Wielkoludy jako Berta (reż. Olga Titkow-Stokłosa)
- 1996 – Proces jako Leni (reż. Henryk Baranowski)
- 1997 – Bzik tropikalny jako Jim (reż. Grzegorz Horst D’Albertis)
- 1997 – Historia o miłosiernej jako anioł (reż. Piotr Cieplak), także asystentka reżysera
- 1999 – Marlene jako Vivian Hoffman (reż. Magda Umer)
- 2002 – Morderstwo jako Czerwona Kurwa (reż. P. Cieślak)
- 2002 – In flagranti jako Lulu (reż. Cezary Morawski)
- 2005 – Pecunia non olet? jako pani minister (reż. Wojciech Malajkat)
- 2007 – Koleżanki jako Michalina (reż. Grzegorz Chrapkiewicz)

## Teatr Telewizji
- 1996 – Król Momus jako wieśniaczka (reż. Marek Sikora)
- 1997 – Księga raju jako żona Szymona Bera (reż. Robert Gliński)
- 1997 – Gucio zaczarowany jako wróżka (reż. Tadeusz Arciuch)
- 1999 – Bzik tropikalny jako Jim (reż. Grzegorz Horst D’Albertis)
- 2001 – Gedeon jako kuzynka (reż. Z. Mich)

## Telewizja
- Tata Show
- 2002: Wykrywacz kłamstw
- 2002: Na całe życie
- 2002: Milionerzy (wyd. specjalne)
- 2003: Polaków portret własny
- 2003: KOT, czyli Ktoś Ogromnie Tajemniczy
- 2004: Na zdrowie: Jagielski
- 2004: Śpiewające fortepiany – uczestniczka jednego odcinka
- 2004: Teleplotki
- 2004: Mamy cię! – bohaterka odcinka
- 2008: Gwiezdny cyrk – uczestniczka 1. edycji
- 2008: Ranking gwiazd – uczestniczka 1. edycji
- 2009: Taniec z gwiazdami – uczestniczka 10. edycji
- 2010: Studio Lotto

## Polski dubbing
- 2000: Grinch: Świąt nie będzie − Martha May Whovier
- 2003: Gdzie jest Nemo? − Coral

## Filmografia
- 1981: Pole widzenia – dziewczyna
- 1984: Magnezja – kelnerka w restauracji Gawrona
- 1986: Maskarada – Julka, młoda aktorka
- 1987: Zamknąć za sobą drzwi – Jovita Popovic
- 1988: Dotknięci – pracownica lokalu
- 1989: Żelazną ręką – Agata, kochanka Mroczka
- 1989: Lawa (film) – sanitariuszka na dziadach / księżna w scenie Bal u senatora
- 1990: Kapitan Conrad – Ewelina Korzeniowska
- 1990: Femina – prostytutka
- 1991: Rozmowy kontrolowane – dziennikarka Grażyna Chochoł
- 1992: Ulica krokodyli (spektakl telewizyjny) – sto krzyków
- 1992: Felix Dzierżyński ląduje w Warszawie – kobieta
- 1993: Balladyna (spektakl telewizyjny) – Nimfa
- 1995: Maszyna zmian – Grażyna, matka Mikołaja (odc. 4)
- 1995: Król Momus (spektakl telewizyjny) – wieśniaczka
- 1996: Maszyna zmian. Nowe przygody – Grażyna, matka Mikołaja (odc. 2-3)
- 1996: Gry uliczne – Maria
- 1997: Un air si pur... – Milady
- 1997: Prostytutki – właścicielka mieszkania
- 1997: Polowanie (film) – matka Alika
- 1997: Ludzie ognia (spektakl telewizyjny) – Koba
- 1997: Księga raju (spektakl telewizyjny) – żona Szymona Bera
- 1997: Gusio zaczarowany (spektakl telewizyjny) – wróżka
- 1997: Czerwony kapturek (spektakl telewizyjny) – ptak
- 1997: Cudze szczęście – Ewa
- 1998: Miodowe lata – żona Edwarda (odc. 13)
- 1998: Matki, żony i kochanki – dziennikarka Elżbieta Kajzer
- 1998: La ballata dei lavaverti – Helena, żona Janusza
- 1998: Gedeon (spektakl telewizyjny) – kuzynka
- 1999: Romantyczne podróże do Polski – turystka
- 1999: Klan – Szafrańska, pracownica ośrodka adopcyjnego
- 1999: Vsichni moji blizci – Angelika, ciotka Dawida
- 1999: Trzy szalone zera – matka Olfa
- 1999: Puste niebo (spektakl telewizyjny) – Rea
- 1999: Bzik tropikalny (spektakl telewizyjny) – Jim
- 2000: Święta polskie – współpracowniczka bohatera (odc. pt. Żółty szalik)
- 2000: Nieznana opowieść wigilijna – Boruniowa
- 2001: Wiedźmin – Yennefer
- 2001: Pokolenie 2000 – matka Anki (odc. pt. Inferno)
- 2001–2002: Marzenia do spełnienia – Teresa Trusewicz
- 2002: As – Julia Roszak (odc. 1)
- od 2003: Na Wspólnej – Barbara Brzozowska-Smolna
- 2005: Nos – pielęgniarka
- 2006: Po za ciszą (etiuda szkolna) - matka
- 2006: Ja wam pokażę! – Judyta Kozłowska
- 2008: Daleko od noszy – magister Luiza (odc. 154)
- od 2008: Pierwsza miłość – Grażyna Weksler
- 2009: Zamiana – pani prezydentowa Junona Więcek
- 2009: Polska nowela filmowa – Monika
- 2011: Wojna żeńsko-męska – bardzo ważna osoba z tv
- 2012: Galeria – Barbara Jabłońska (odc. 1-4, 7-9)
- 2013: 128. szczur – matka Asi
- 2015: Na wieży Babel – menadżerka
- 2017: Ojciec Mateusz – Klara Andrzejczak (odc. 214)
- 2018: Podatek od miłości – aktorka Malwina
- 2020: Jadłodajnia – kucharka